# Volvariella
Volvariella és un gènere de bolets de l'ordre dels agaricals (Agaricales) amb lamel·les de color rosa salmó. No tenen anell i tenen una volva com les del gènere Amanita a la base del peu. La majoria dels taxonomistes hi engloben el gènere Volvaria (Fr.) P. Kumm., Führer für Pilzfreunde (Zwickau): 23, 99 (1871). Algunes espècies de Volvariella s'assemblen a les amanites però aquestes tenen les espores blanques i sovint tenen anell. El gènere Volvariella conté unes 50 espècies.
A Espanya tot el gènere està inclòs dins la llista de plantes de venda regulada.
Moltes fonts consideren Volvariella dins la família Pluteaceae, però els estudis filogenètics recents han mostrat que els gèneres Pluteus i Volvariella han evolucionat separadament i tenen uns ADN molt diferents. De fet, Volvariella està estretament emparentat amb bolets com Schizophyllum commune.
Algunes espècies de Volvariella són comestibles i populars a Europa, essent el 16% del total dels bolets cultivats al món.
Volvariella volvacea es cultiva sobre palla d'arròs a les Filipines i sud-est asiàtic. Malauradament és fàcil de confondre amb la mortal farinera borda (Amanita phalloides), i per aquesta raó hi va haver un episodi d'enverinament mortal als Estats Units, ocorregut en l'estadi primerenc dels bolets o de botó en què no es distingeixen les espècies de Volvariella i d'Amanita.

## Taxonomia
- Volvariella bombycina
- Volvariella caesiotincta
- Volvariella gloiocephala
- Volvariella hypopithys
- Volvariella iranica – Iran[3][4]
- Volvariella jamaicensis
- Volvariella lepiotospora
- Volvariella peckii
- Volvariella sathei – Índia[5]
- Volvariella speciosa
- Volvariella surrecta
- Volvariella volvacea